# Didymoglossum pusillum
Didymoglossum pusillum là một loài dương xỉ trong họ Hymenophyllaceae. Loài này được Sw. Desv. mô tả khoa học đầu tiên năm 1827.